# Romain Gary

Romain Gary (1961)

Romain Gary (tiếng Pháp: [gaʁi]; 21 tháng 5 năm 1914 – 2 tháng 12 năm 1980), tên thật là Roman Kacew và còn được biết đến với các bút danh như Émile Ajar, là một nhà ngoại giao, nhà văn, đạo diễn và phi công người Pháp gốc Do Thái. Sinh trưởng tại Litva và cuối đời mất ở Paris, sau khi bố mẹ chia tay vào năm 1925, ông sống cùng mẹ, chịu rất nhiều ảnh hưởng đặc biệt từ bà, nhất là tư chất nghệ sĩ cùng cá tính mạnh mẽ. Romain Gary chính thức nhập quốc tịch Pháp năm 1935, thi đỗ bằng cử nhân Luật năm 1938 rồi ngay sau đó tham gia nghĩa vụ quân sự và gia nhập Không quân Pháp. Sau nhiều năm chiến đấu anh dũng suốt Thế chiến II, ông được nhận Huân chương Bắc đẩu Bội Tinh và Huân chương Giải Phóng. Romain Gary là tác giả duy nhất đã hai lần giành giải Goncourt dưới hai cái tên khác nhau với các tiểu thuyết Rễ trời (Les racines du ciel) và Cuộc sống ở trước mặt (La vie devant soi). Ông được xếp vào hàng các tác gia kinh điển trong làng văn thế giới.

## Thiếu thời
Gary chào đời với cái tên khai sinh Roman Kacew (tiếng Yid: קצב, tiếng Nga: Рома́н Ка́цев) tại Vilna, Đế quốc Nga (nay là Vilnius, Litva). Trong những tác phẩm và qua các cuộc phỏng vấn, ông đã giới thiệu nhiều phiên bản khác nhau về nguồn gốc cha mẹ, tổ tiên, nghề nghiệp và thời thơ ấu của mình. Mẹ ông tên là Mina Owczyńska (1879—?), là một nữ diễn viên Litva gốc Do Thái vùng Švenčionys và cha ông là một doanh nhân tên gọi Arieh-Leib Kacew (1883—1942) quê miền Trakai, cũng là một người Litva gốc Do Thái. Arieh Leib đã bỏ bê gia đình và tái hôn với một người phụ nữ khác vào năm 1925. Gary về sau cho biết người cha ruột của ông chính là diễn viên và ngôi sao điện ảnh nổi tiếng Ivan Mozzhukhin, mà mẹ ông từng làm việc chung với nhau và trông ông có nét tương đồng nổi bật với cha mình. Mozzhukhin xuất hiện trong quyển tự truyện của ông nhan đề Lời hứa lúc bình minh. Khi Gary vừa tròn mười bốn tuổi, hai mẹ con đã dọn đến sống tại Nice, Pháp. Theo mẹ cải sang đạo Thiên Chúa, Gary bắt đầu vào học luật ở Aix-en-Provence và Paris. Sau khi lấy bằng cử nhân Luật vào năm 1938, ông tham gia nghĩa vụ quân sự và gia nhập Không quân Pháp ở Salon-de-Provence và tại Căn cứ Không quân Avord, nằm gần Bourges.

## Sự nghiệp
Sau khi Đức Quốc xã chiếm đóng nước Pháp trong Thế chiến II, ông bèn trốn sang Anh đi theo Charles de Gaulle gia nhập lực lượng kháng chiến ở châu Âu và Bắc Phi. Là một phi công lái máy bay ném bom, ông đã thực hiện trên 25 phi vụ thành công, với hơn 65 giờ bay. Chính vào lúc này, ông đã đổi sang tên Romain Gary. Để thưởng công vì lòng dũng cảm trong chiến tranh, ông được trao tặng Huân chương Giải Phóng (Compagnon de la Libération) và Bắc Đẩu Bội tinh (Légion d'honneur). Năm 1945, ông xuất bản cuốn tiểu thuyết đầu tiên Education européenne. Ngay sau khi chiến tranh kết thúc, ông vào làm việc trong ngành ngoại giao Pháp ở Bulgaria và Thụy Sĩ. Năm 1952 ông trở thành thư ký của Phái đoàn Pháp tại Liên Hợp Quốc. Năm 1956, ông trở thành Tổng Lãnh sự tại Los Angeles và bắt đầu làm quen với Hollywood.

### Tác phẩm văn học
Gary là một trong những nhà văn viết nhiều và nổi tiếng nhất ở Pháp, tác giả của hơn ba mươi quyển tiểu thuyết, tiểu luận và hồi ký, một số trong đó được ông viết dưới một bút danh. Ông là người duy nhất đoạt giải Goncourt tới hai lần. Đây là giải thưởng dành cho văn học tiếng Pháp được trao một lần duy nhất cho một tác giả. Gary, từng nhận được giải thưởng năm 1956 dành cho Rễ trời (Les racines du ciel), đã xuất bản Cuộc sống ở trước mặt (La vie devant soi) dưới bút danh Émile Ajar vào năm 1975. Hội văn học Goncourt đã trao giải thưởng cho tác giả của cuốn tiểu thuyết này mà không biết được danh tính của người đó. Cháu họ của Gary là Paul Pavlowitch được cho là tác giả trong một khoảng thời gian. Gary về sau đã tiết lộ sự thật trong tác phẩm được xuất bản sau khi tác giả qua đời với nhan đề Vie et mort d'Émile Ajar. Gary còn được xuất bản dưới bút danh Shatan Bogat, Rene Deville và Fosco Sinibaldi, cũng như cái tên khai sinh của ông là Roman Kacew. Bên cạnh sự thành công với tư cách là một tiểu thuyết gia, ông còn phụ trách viết kịch bản cho phim điện ảnh The Longest Day và đồng biên kịch và đạo diễn bộ phim Kill! (1971), mà vợ của ông đóng vai chính vào lúc đó là Jean Seberg. Năm 1979, ông là thành viên của ban giám khảo tại Liên hoan phim quốc tế Berlin lần thứ 29.

## Đời tư và những năm tháng cuối đời
Người vợ đầu tiên của Gary là nhà văn, nhà báo, biên tập viên người Anh của tạp chí Vogue Lesley Blanch, tác giả quyển The Wilder Shores of Love. Họ kết hôn năm 1944 và ly dị vào năm 1961. Từ năm 1962 đến năm 1970, Gary kết hôn với nữ diễn viên người Mỹ Jean Seberg, cả hai có với nhau một đứa con trai tên là Alexandre Diego Gary. Theo lời Diego Gary, ông giống như một người cha xa cách: "Ngay cả khi ông chỉ quanh quẩn gần đó, cha tôi vẫn không ra mặt. Vì bận bịu công việc, ông thường qua chào hỏi tôi, nhưng rồi lại đi suốt." Sau khi biết vợ mình đã ngoại tình với Clint Eastwood, Gary đòi thách đấu tay đôi với Eastwood nhưng bị từ chối. Gary chết vì tự bắn mình vào ngày 2 tháng 12 năm 1980 tại Paris. Ông để lại một lời ghi chú nói rằng cái chết của ông không liên quan đến vụ tự tử của Seberg vào năm trước. Ông cũng viết rõ trong tờ ghi chú rằng mình chính là Émile Ajar. Gary được hỏa táng tại Nghĩa trang Père Lachaise và tro cốt đem rải xuống vùng biển Địa Trung Hải nằm gần Roquebrune-Cap-Martin.

## Tác phẩm

### Dưới tên Romain Gary
- Éducation européenne (1945)
- Tulipe (1946); tái bản và sửa đổi vào năm 1970.
- Le Grand Vestiaire (1949)
- Les Couleurs du jour (1952); dựng thành phim The Man Who Understood Women năm 1959.
- Les Racines du ciel — Giải Goncourt 1956; chuyển thể thành phim The Roots of Heaven năm 1958.

Rễ trời, Cao Việt Dũng dịch, Nhã Nam và Nhà xuất bản Văn học, 2019.
- Lady L (1958); tự dịch và xuất bản bằng tiếng Pháp năm 1963; chuyển thể thành phim Lady L năm 1965.
- La Promesse de l'aube (1960); chuyển thể thành phim Promise at Dawn năm 1970.

Lời hứa lúc bình minh, Nguyễn Duy Bình dịch, Nhã Nam và Nhà xuất bản Văn học, 2009.
- Johnie Cœur (1961, kịch chuyển thể của "L'homme a la colombe")
- Gloire à nos illustres pionniers (1962, truyện ngắn)
- The Ski Bum (1965); tự dịch sang tiếng Pháp với nhan đề Adieu Gary Cooper (1969)
- Pour Sganarelle (1965, tiểu luận văn học)
- Les Mangeurs d'Etoiles (1966); tự dịch sang tiếng Pháp và xuất bản lần đầu tiên với nhan đề The Talent Scout (1961)
- La Danse de Gengis Cohn (1967)
- La Tête coupable (1968)
- Chien blanc (1970); chuyển thể thành phim White Dog năm 1982.

Chó Trắng, Nguyên Ngọc dịch, Nhã Nam và Nhà xuất bản Văn học, 2018.
- Les Trésors de la Mer Rouge (1971)
- Europa (1972)
- The Gasp (1973); tự dịch sang tiếng Pháp với nhan đề Charge d'ame (1978)
- Les Enchanteurs (1973)
- La nuit sera calme (1974, phỏng vấn)
- Au-delà de cette limite votre ticket n'est plus valable (1975)
- Clair de femme (1977); chuyển thể thành phim Womanlight năm 1979.
- La Bonne Moitié (1979, kịch)
- Les Clowns lyriques (1979); bản mới của cuốn tiểu thuyết năm 1952 Les couleurs du jour
- Les Cerfs-volants (1980)
- Vie et Mort d'Émile Ajar (1981, xuất bản sau khi tác giả qua đời)
- L'Homme à la colombe (1984, di cảo sau cùng được xuất bản sau khi tác giả qua đời)
- L'Affaire homme (2005, bài viết và phỏng vấn)
- L'Orage (2005, truyện ngắn và tiểu thuyết còn dang dở)
- Un humaniste, truyện ngắn

### Bút danh Émile Ajar
- Gros câlin (1974)

Quấn-Quít, Hồ Thanh Vân dịch, Nhã Nam và Nhà xuất bản Văn học, 2016.
- La vie devant soi — Giải Goncourt 1975; chuyển thể thành phim Madame Rosa (1977)

Cuộc sống ở trước mặt, Hồ Thanh Vân dịch, Nhã Nam và Nhà xuất bản Văn học, 2010.
- Pseudo (1976)
- L'Angoisse du roi Salomon (1979)
- Gros câlin – bản mới bao gồm cả chương cuối cùng của bản gốc và bản chưa bao giờ được công bố.

### Bút danh Fosco Sinibaldi
- L'homme à la colombe (1958)

### Bút danh Shatan Bogat
- Les têtes de Stéphanie (1974)

## Phim ảnh

### Đạo diễn
- Les oiseaux vont mourir au Pérou (Đàn chim ở Peru) (1968) có Jean Seberg đóng vai chính
- Kill! Kill! Kill! Kill! (Giết! Giết! Giết! Giết!) (1971) cũng do Jean Seberg đóng vai chính

### Biên kịch
- The Roots of Heaven (Rễ trời) (1958)
- The Longest Day (Ngày dài nhất) (1962)